# Susana Stochero
Susana Teresa Stochero  (López, 28 de marzo de 1955) es una dirigente sindical argentina que representa a los trabajadores de la sanidad. Entre 2004 y 2005 fue designada como uno de los tres secretarios generales de la CGTRA (Confederación General del Trabajo de la República Argentina), constituyéndose en la primera mujer latinoamericana en alcanzar la más alta posición sindical de su país.

## Actividad sindical y política
En 1975 comenzó a actuar en el sindicalismo santafesino, en el seno del sindicato de los trabajadores de la salud de la provincia de Santa Fe, llegando a ser elegida secretaria general del mismo en 1987, cargo en el que permaneció durante once años.
Fue elegida secretaria gremial de la FATSA (Federación de Asociaciones de Trabajadores de la Sanidad Argentina). 

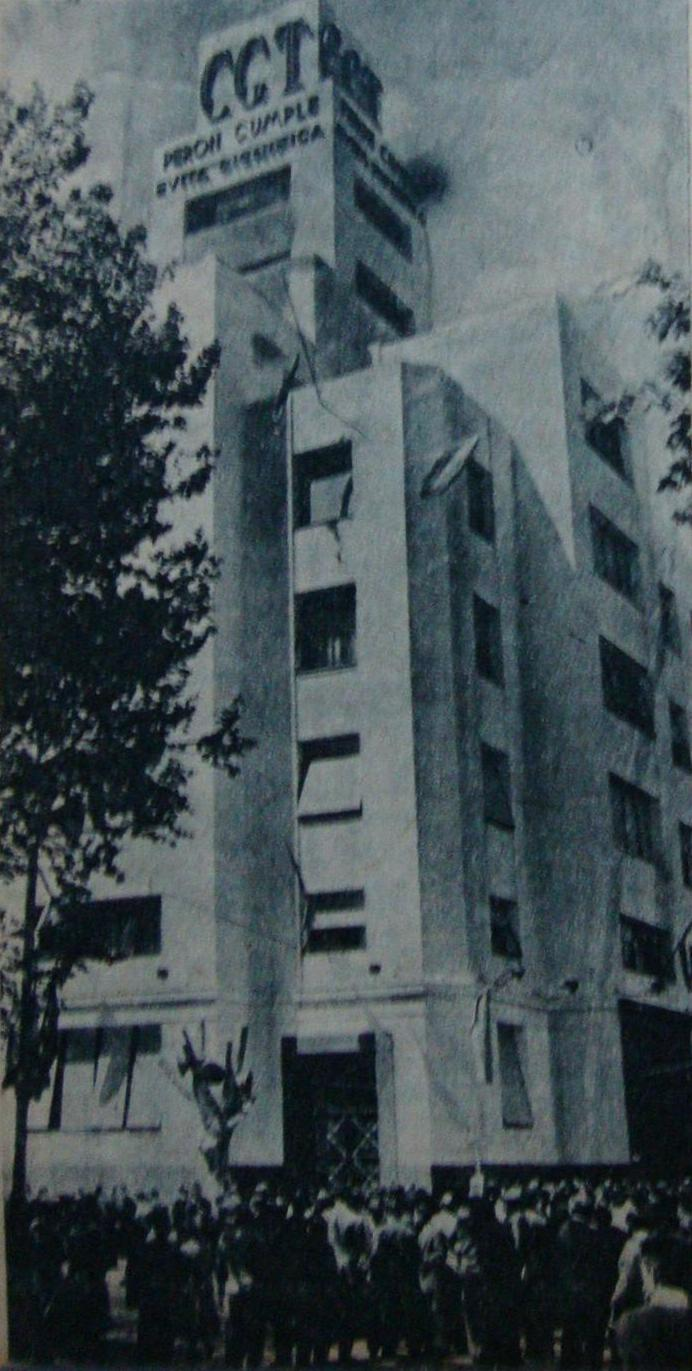
Susana Stochero es la primera mujer latinoamericana en llegar a la posición más alta del sindicalismo, al ser elegida secretaria general de la CGT (Confederación General del Trabajo de la República Argentina) entre 2004 y 2005, junto a Hugo Moyano y José Luis Lingeri.

En 2003 fue candidata a senadora provincial en Santa Fe por el Partido Justicialista.
Entre julio de 2004 a julio de 2005 fue elegida secretaria general de la CGTRA (Confederación General del Trabajo de la República Argentina), integrando un triunvirato junto a Hugo Moyano y José Luis Lingeri. Se constituyó así en la primera mujer latinoamericana en alcanzar la más alta posición sindical de su país, ganándose el mote por ello de "primera dama sindical" de Argentina.
En 2007 un sector del Partido Justicialista de Santa Fe, vinculado al ala sindical, postuló a Susana Stochero como precandidata a gobernadora de la provincia, pero finalmente ella no aceptó la propuesta.
Presidió también Uni-Américas Mujeres, la rama femenina del sindicato global de servicios (UNI). Representó a la CGT ante organismos multilaterales, como el Fondo Monetario Internacional, el Banco Mundial y la Organización Internacional del Trabajo (OIT).
En 2015 encabeza la lista de diputados provinciales del Frente Renovador en la provincia de Santa Fe.
En 2018, fue elegida como secretaria general del sindicato de ATSA Santa Fe, derrotando a la lista opositora por más del 70% de los votos.